# Kråkbodarna
Kråkbodarna är en by i Härads fjärding i Leksands socken i Leksands kommun, intill stranden av sjön Molnbyggen.
Kråkbodarna är rik på rester efter myrmalmsframställning. 1969 utgrävdes en slagghög och en varp, varvid även rester efter en ugn påträffades. Fem C-14-prover gav dateringarna 665, 740, 774 och 805 e.Kr., och järnframställningsplatsen är med högsta sannolikhet vikingatida.
Byns äldsta kända dokumentering är jaktplatskartan från 1697, som 'Kråkfäbo'. Annars är omnämnandet i skriftliga källor av Kråkbodarna sparsamt. Sigvard Montelius har konstaterat att Kråkbodarna liksom Korpholen i samband med storskiftet finns redovisat som inägojord till Yttermo. Under 1800-talet har fäbodgårdarna sakta med säkert övergått till fast bebyggelse. Sista fäbodvistelsen uppges ha ägt rum 1885.
Enligt Karl-Erik Forsslund fanns på 1920-talet tre fasta gårdar och två fäbodgårdar i byn, alla dessa hade vid hans besök övergått till fast bosättning. Idag har även ett antal moderna fritidshus tillkommit i byn.